# نهائي كأس ألمانيا 2004
نهائي كأس ألمانيا 2004 هي المباراة النهائية من منافسة كأس ألمانيا 2003–04، أقيمت المباراة في 29 مايو 2004، في الملعب الأولمبي، بين فريقي فيردر بريمن، وألمانيا آخن، وفاز فيها فيردر بريمن، بعد أن هزم ألمانيا آخن، بنتيجة 3 - 2، وكان حكم المباراة هربرت فاندل، وحضر المباراة 71682 شخصاً.

## تفاصيل المباراة
لعبت المباراة النهائية في 29 مايو 2004.
| فيردر بريمن                                                 | 3 -2 | ألمانيا آخن                        |
| ----------------------------------------------------------- | ---- | ---------------------------------- |
| تيم بوروفسكي 31 ' · إيفان كلاسنيتش 45 ' · تيم بوروفسكي 84 ' |      | ستيفان بلانك 51 ' · إريك ماير 90 ' |